# Artur Mundet i Anna Gironella
Artur Mundet i Anna Gironella és una escultura de bronze dels bustos del matrimoni Artur Mundet i Carbó i Anna Gironella i Llovet sobre una peana de formigó situada al mig de l'estany que hi ha davant de l'església del recinte Mundet, a la plaça d'Anna Gironella, al barri de Montbau de Barcelona. L'autor de l'obra és el mexicà Alfonso del Cueto, emparentat amb la família Mundet. Es va inaugurar el 14 d'octubre del 2007, en complir-se 50 anys de la creació de les Llars Mundet, rememorant que el matrimoni Mundet va fer el donatiu per a iniciar les obres de l'orfenat, que es va anomenar 'Llars Anna Gironella de Mundet'. El conjunt mesura 2 m d'alçada, 1 m d'amplada i 0,60 m de fondària.